# 高雄捷運黄線
高雄捷運黄線（たかおしょううんこうせん、イエローライン）は台湾高雄市で計画中の高雄捷運（高雄MRT、高雄メトロ）の鉄道路線。

## 概要
紅線、橘線に次ぐ3番目の路線で、鉄道空白地帯だった鳥松区から、逆Y字型に三民区や苓雅区、
軌道交通が東西方向の屏東線や捷運橘線に限られていた鳳山区、新興区の都心を貫き、
高雄市沿岸都心部再開発の進む亜洲新湾区の旅運中心駅、前鎮高中駅に至る総延長約22.7kmの路線。
都心の三民区を経て旅運中心に至る14.326kmの建工民族線と、
鳳山区を経て前鎮区に至る全長13.030kmの澄清五甲線から構成され、起点から5駅4.634kmは両線の共用区間となるためインフラとしての総延長は22.702kmとなる。

## 沿革

### 2016年まで
1984年に交通部運輸計画委員会（運輸研究所の前身）が策定した長期計画での路線で澄清湖を起点とする緑線が計画されたが1990年代に民族、建工、本館路を経由しないものに改められた。2002年時点での黄線にも北部区間が受け継がれた。詳細は下記の表を参照。
| 年次                                 | 規格                    | 起点                | 終点                    | 距離                                 | 駅数                          | 備考              | 図 |
| ------------------------------------ | ----------------------- | ------------------- | ----------------------- | ------------------------------------ | ----------------------------- | ----------------- | -- |
| 1984年交通部運輸研究所U2線（緑線）   | 中運量                  | 澄清湖              | 鳳山区五甲              | 19.7km                               | 21駅                          | (p3-4)(p190)      |    |
| 1985年国立交通大学運輸研究中心U2線   | 中運量                  | 澄清湖              | 鳳山区五甲              | 20.2km                               |                               | (p191)            |    |
| 1988年ルイス・バーガー・グループ棕線 | 中運量                  | 澄清湖              | 鹽埕区                  | 14.4km                               | 15駅                          | (pp192-194)       |    |
| 1993年棕線                           | 中運量                  | 澄清湖              | 鼓山区                  |                                      | 14駅                          |                   |    |
| 2000年版黄線                         | 低運量 （ライトレール） | 三民区 建工路       | 前鎮区 成功路           | 9km                                  | 11駅                          | (pp4-14～4-15)    |    |
| 2000年版棕線                         | 低運量 （ライトレール） | 鳥松区 神農路       | 前鎮区 成功路           |                                      | 13駅                          | (pp4-14～4-15)    |    |
| 2005年版棕線                         | 中運量 （LRRT）         | 鳥松区              | 成功路                  | 10.68km                              | 15駅                          | (pp4-4～4-5)      |    |
| 2005年版黄線                         | 中運量 （LRRT）         | 鳥松区              | 時代大路                |                                      | 17駅                          | (pp4-13～4-14)    |    |
| 2010年版黄線                         | 中運量 （LRRT）         | 澄清湖              | 統一夢時代              | 14.3km                               |                               | (p4-15)           |    |
| 2014年版棕線                         | 低運量 （BRT）          | 正勤國宅 （夢時代） | 澄清湖                  | 8.45km                               |                               | [ 5 ]             |    |
| 2016年版（都会延伸環線）             | 低運量 （ライトレール） | 澄清湖              | 高雄展覧館駅、 夢時代駅 | 23.17km MA：15km、 MB（旧棕線）：7km | MA：25駅、 MB（旧棕線）：15駅 | [ 6 ] [ 7 ] [ 8 ] |    |

### 2017年以降

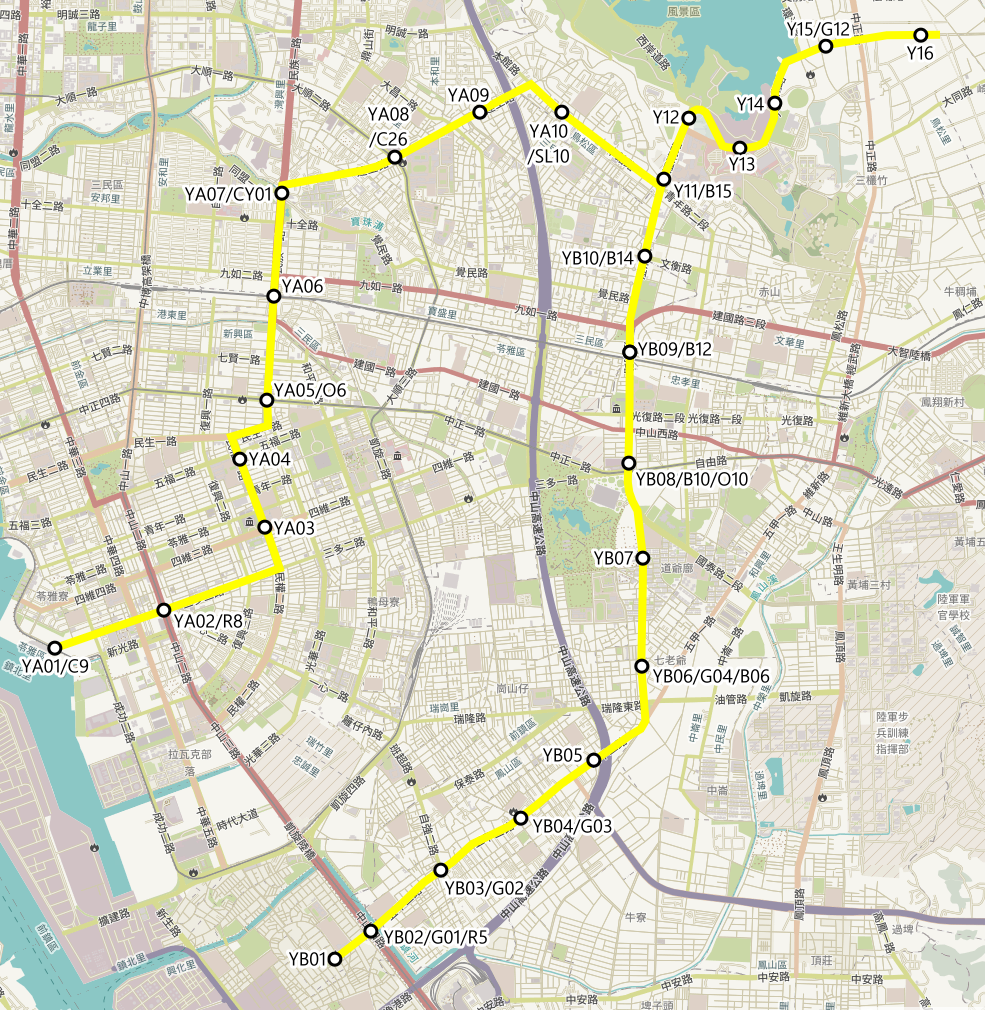
中運量捷運昇格後の2017年版計画案。その後の総合計画案との違いは少ない

しばらく計画は停滞していたが、2016年に中央政府で蔡英文政権が発足すると潮目が変わりはじめた。2017年2月14日、高雄を地盤とする民主進歩党籍の立法委員（劉世芳、李昆澤、頼瑞隆、許智傑）による合同記者会見が行われ、最新版の黄線計画案が発表された。それによると全線地下式かつ中運量鉄輪式に格上げされ、ルートもそれまでと異なるものとなった。過去の緑線、棕線、鳳山線計画案を統合し、逆Y字型に鳥松と沿岸都心を結ぶものとなった。路線記号は「Y」、東西に分岐する区間は西側をYA、東側をYBとし、26駅。総事業費は1,430億ニュー台湾ドル、行政院が推進する前瞻基礎建設計画のリスト入りを目指すことになった。

### 実現可能性調査
2017年
3月23日、行政院は黄線を正式に「前瞻基礎建設計画」にリスト入りを表明、事業名称は「高雄捷運都会線」となった。
3月27日、高雄市政府捷運工程局（以下、市捷運局）は交通部)にフィジビリティスタディ（実現可能性調査、可行性調査、以下F/S）報告書を提出した。この報告書では澄清湖棒球場（Y14）などが取り消され21駅となったほか、Y12駅の移設が盛り込まれた。
4月5日、行政院は前瞻基礎建設計画の軌道建設リストに「高雄捷運都会線」を編入。5月12日、交通部は審査結果を市政府に通達、修正を依頼した。5月19日、交通部で第二次審查。駅設計で改札外徒歩連絡となっていた多くを構内連絡に改善させることになった。10月5日、交通部は二次審査結果を通達。11月10日、交通部で三次審査。12月20日、交通部が現地監査12月22日、交通部が現地監査を踏まえた初回審議を招集。
2018年
1月2日、初回審査結果を通達。市政府ではY6・Y11・Y14・Y15・Y16駅の移転やY11A駅増設が盛りこんだ修正案が反映された。2月27日、交通部で第四次審査。
7月19日、鳥松機廠が東側に1.36km移転、坔埔里にY1A駅増設と事業費が1,438億元への変更（17億元減）が盛り込まれた。市捷運局によると、機廠（車両基地）の新候補地は公有地の割合が多く、民間収用費用の低減が見込めると表明した。審査が遅れた場合は法定業務である総合計画策定と環境アセスメント、都市計画変更の3つを同時並行することで時間の着工までの期間を短縮する。9月12日、交通部はF/Sに原則同意、修正後に行政院審査への移行が確実となる。
2019年
1月8日、国家発展委員会でF/S審査が通過、行政院の確定待ちとなる。5月24日，行政院が中央政府の補助800億元を盛り込んだF/Sを承認。
5月24日、行政院で承認。中央政府からの補助は800億元へ増額された。

### 総合計画
2019年6月より始動、F/S時に追加された駅番号の末尾Aの2駅は正式に設置前提となったことから、この時点で全駅の駅番号が再編された。
2021年4月21日、環境アセスメント初期審査が環境保護署（環保署）専門部会を通過、署の本審議に送られることとなった。7月14日、環境アセスメント本審査および総合計画案が環保署・交通部の審議を通過。総合計画案はその後総事業費を1,442億ニュー台湾ドルとして、12月20日に国家発展委員会の審議を通過した。
2022年3月20日、総事業費1,442.37億元の総合計画案が行政院で承認された。

### 建設後
2022年10月31日、鳥松区の車両基地（機電工程YM01工区）着工。

### 先導バス

高雄市公車黄2B C路

市内バス交通（高雄市公車）を統括する高雄市政府交通局は、需要予測と認知向上のため、ノンステップ電気バスを使用し、黄線予定経路を雁行する高雄捷運黄線先導公車の運行を開始した。
- 黄1路（鳥松 - 旅運中心駅） - 2018年12月1日より漢程客運（中国語版）による運行[24]。
- 黄2B/C路（鳥松 - 前鎮高中（中国語版）/小港公車站（中国語版）） - 2018年4月1日より港都客運（中国語版）による運行[25]

## 車両
2022年8月、シーメンス・モビリティ（ドイツ）とシュタッドラー・レール（スイス）、STEE社（シンガポールSTエンジニアリング系列）の3社連合が機電工程を受注。STEEが改札機などの附帯施設を、シーメンスがCBTCの信号システムを、シュタッドラーが車両75両（3連25編成）を受注。

## 駅一覧
| 系統                                                      | 系統 | 系統     | 系統       | 駅番号         | 駅名                         | 駅名                             | 駅名   | 駅間 キロ | 累計 キロ                                          | 駅構造                                             | 接続路線                           | 所在地   | 所在地                                       | 所在地                            |
| 系統                                                      | 系統 | 系統     | 系統       | 駅番号         | 日本語                       | 繁体字 中国語                    | 英語   | 駅間 キロ | 累計 キロ                                          | 駅構造                                             | 接続路線                           | 所在地   | 所在地                                       | 所在地                            |
| --------------------------------------------------------- | ---- | -------- | ---------- | -------------- | ---------------------------- | -------------------------------- | ------ | --------- | -------------------------------------------------- | -------------------------------------------------- | ---------------------------------- | -------- | -------------------------------------------- | --------------------------------- |
| 黄線 既存路線との接続駅を除き、中文・英文とも駅名は仮称。 |      |          |            |                |                              |                                  |        |           |                                                    |                                                    |                                    |          |                                              |                                   |
| 鳥 松 線                                                  |      | ●        |            | Y1             | 坔埔駅                       | 坔埔站                           | Dipu   | 0.00      | 0.00                                               | 高架                                               |                                    | 高 雄 市 | 鳥松区                                       | 鳥松機廠東側南北向、大同路4巷対面 |
| 鳥 松 線                                                  | ●    | Y2       | 崎子脚駅   | 崎子腳站       | Cizihjiao                    | 1.345                            | 1.345  | 地下      | 神農路と坔埔大排交差点東側（鳥松IC付近）           |                                                    |                                    | 高 雄 市 | 鳥松区                                       |                                   |
| 鳥 松 線                                                  | ●    | Y3       | 鳥松駅     | 鳥松站         | Niaosong                     | 1.013                            | 2.358  | 地下      | 高雄捷運：■緑線（計画中）                          | 忠孝路、中正路間の大埤路                           |                                    | 高 雄 市 | 鳥松区                                       |                                   |
| 鳥 松 線                                                  | ●    | Y4       | 長庚医院駅 | 長庚醫院站     | Chang Gung Memorial Hospital | 1.132                            | 3.490  | 地下      |                                                    | 長庚医院第二停車場北側                             |                                    | 高 雄 市 | 鳥松区                                       |                                   |
| 鳥 松 線                                                  | ●    | Y5       | 澄清湖駅   | 澄清湖站       | Chengcing Lake               | 0.759                            | 4.249  | 地下      | 澄清、圓山路交差点北側                             |                                                    |                                    | 高 雄 市 | 鳥松区                                       |                                   |
| 鳥 松 線                                                  |      | Y5       | 澄清湖駅   | 澄清湖站       | Chengcing Lake               | 0.759                            | 4.249  | 地下      | 澄清、圓山路交差点北側                             |                                                    |                                    | 高 雄 市 | 鳥松区                                       |                                   |
| 建 工 民 族 線                                            | ●    |          |            | Y6             | 大華駅                       | 大華站                           | Dahua  | 地下      | 1.139                                              | 5.538                                              | 本館路と和盛街の交差点付近         | 高 雄 市 | 鳥松区                                       |                                   |
| 建 工 民 族 線                                            | ●    |          | Y7         | 本館駅         | 本館站                       | Benguan                          | 0.773  | 地下      | 6.161                                              | 高雄捷運：■銀線（計画中）                          | 建工路と建工路201巷交差点東側      | 高 雄 市 | 鳥松区                                       |                                   |
| 建 工 民 族 線                                            | ●    |          | Y8／C28    | 高雄高工駅     | 高雄高工站                   | Kaohsiung Industrial High School | 1.060  | 地下      | 7.221                                              | 高雄捷運：■環状軽軌（建設中）                      | 三民区                             | 高 雄 市 | 跨建工と新民路の交差点                       |                                   |
| 建 工 民 族 線                                            | ●    |          | Y9         | 大港駅         | 大港站                       | Dagang                           | 1.429  | 地下      | 8.650                                              | 高雄捷運：■青線（計画中）                          | 三民区                             | 高 雄 市 | 民族路と普元街の交差点                       |                                   |
| 建 工 民 族 線                                            | ●    |          | Y10        | 民族駅         | 民族站                       | Minzu                            | 0.641  | 地下      | 9.291                                              | 高雄捷運：■彩紅線（計画中） 台湾鉄路管理局：屏東線 | 三民区                             | 高 雄 市 | 民族路、鉄道園道西北側公園                   |                                   |
| 建 工 民 族 線                                            | ●    |          | Y11／O6    | 信義国小駅     | 信義國小站                   | Sinyi Elementary School          | 1.092  | 地下      | 10.383                                             | 高雄捷運：■橘線                                    | 新興区                             | 高 雄 市 | 渤海街、黄海街に跨る民族路上                 |                                   |
| 建 工 民 族 線                                            | ●    |          | Y12        | 四維行政中心駅 | 四維行政中心站               | Sihwei Administration Center     | 1.011  | 地下      | 11.394                                             |                                                    | 前鎮区 苓雅区                      | 高 雄 市 | 於苓雅一路と四維路に跨る民権路上             |                                   |
| 建 工 民 族 線                                            | ●    |          | Y13        | 三多市場駅     | 三多市場站                   | Sanduo Market                    | 0.792  | 地下      | 12.186                                             | 廣西路296巷と永定街に跨る三多路上                  | 前鎮区 苓雅区                      | 高 雄 市 |                                              |                                   |
| 建 工 民 族 線                                            | ●    |          | Y14／R8    | 三多商圈駅     | 三多商圈站                   | Sanduo Shopping District         | 0.872  | 地下      | 13.058                                             | 高雄捷運：■紅線                                    | 前鎮区 苓雅区                      | 高 雄 市 | 三多圓環正面                                 |                                   |
| 建 工 民 族 線                                            | ●    |          | Y15／C9    | 旅運中心駅     | 旅運中心站                   | Cruise Terminal                  | 1.098  | 地下      | 14.156                                             | 高雄捷運：■環状軽軌                                | 苓雅区                             | 高 雄 市 | LRT駅東北側の海邊路                          |                                   |
| 澄 清 五 甲 線                                            |      | ●        | Y16        | 宝業滞洪公園駅 | 寶業滯洪公園站               | Baoye Detention Park             | 1.291  | 地下      | 5.540                                              | 高雄捷運：■鳳山線（計画中）                        | 三民区                             | 高 雄 市 | 澄清路と覚民路交差点北側、宝業滞洪池公園西側 |                                   |
| 澄 清 五 甲 線                                            | ●    | Y17      | 正義駅     | 正義站         | Zhengyi                      | 0.808                            | 6.348  | 地下      | 高雄捷運：■鳳山線（計画中） 台湾鉄路管理局：屏東線 | 澄清路149巷と鳳山行政中心停車場に跨る澄清路上      | 三民区                             | 高 雄 市 |                                              |                                   |
| 澄 清 五 甲 線                                            | ●    | Y18／O10 | 衛武営駅   | 衛武營站       | Weiwuying                    | 0.750                            | 7.098  | 地下      | 高雄捷運：■鳳山線（計画中）、■橘線                 | 苓雅区                                             | 国泰路と三多路交差点南側           | 高 雄 市 |                                              |                                   |
| 澄 清 五 甲 線                                            | ●    | Y18／O10 | 衛武営駅   | 衛武營站       | Weiwuying                    | 0.750                            | 7.098  | 地下      | 高雄捷運：■鳳山線（計画中）、■橘線                 | 鳳山区                                             | 国泰路と三多路交差点南側           | 高 雄 市 |                                              |                                   |
| 澄 清 五 甲 線                                            | ●    | Y19      | 新甲駅     | 新甲站         | Sinjia                       | 0.829                            | 7.927  | 地下      |                                                    | 国興街と輜汽路に跨る南京路上                       |                                    | 高 雄 市 |                                              |                                   |
| 澄 清 五 甲 線                                            | ●    | Y20      | 七老爺駅   | 七老爺站       | Cilaoye                      | 1.206                            | 9.133  | 地下      | 高雄捷運：■鳳山線（計画中）、■緑線（計画中）       | 南京路と瑞隆東路交差点北側                         |                                    | 高 雄 市 |                                              |                                   |
| 澄 清 五 甲 線                                            | ●    | Y21      | 五甲駅     | 五甲站         | Wujia                        | 1.364                            | 10.497 | 地下      | 高雄捷運：■緑線（計画中）                          | 南富街と鳳南路に跨る五甲路上                       |                                    | 高 雄 市 |                                              |                                   |
| 澄 清 五 甲 線                                            | ●    | Y22      | 龍成宮駅   | 龍成宮站       | Longcheng Temple             | 1.079                            | 11.576 | 地下      | 高雄捷運：■緑線（計画中）                          | 自強路と五甲二路667巷に跨る五甲路上                |                                    | 高 雄 市 |                                              |                                   |
| 澄 清 五 甲 線                                            | ●    | Y23／R5  | 前鎮高中駅 | 前鎮高中站     | Cianjhen Senior High School  | 1.020                            | 12.596 | 地下      | 高雄捷運：■紅線、■緑線（計画中）                   | 前鎮区                                             | 鎮中路99巷と翠亨北路に跨る鎮中路上 | 高 雄 市 |                                              |                                   |

## 延伸線
前鎮漁港延伸線
2022年4月、交通部はY23駅から前鎮漁港まで約2.5kmの延伸案に実現可能性調査の経費を補助することを発表した。
屏東延伸線
2018年11月、高雄市政府捷運工程局は屏東県への複数の路線延伸についての実現可能性調査に着手、4路線について業務を民間委託した。橘線の延伸となる高雄捷運大寮屏東線、紅線の延伸となる高雄捷運林園東港線のほか、計画中の高屏第二東西快速公路と同時に鳥松から当路線を屏東市都心に延伸する案が盛り込まれた

### 註釈
1. ↑  院臺經字第1060009184號函[12]